# 福克F28
福克F28（Fokker F28 Fellowship）是荷蘭福克公司生產的一種喷气式客機。

## 开发与发展
福克公司1962年4月宣布将与其他几家欧洲航空业公司共同研发新机型，荷兰及德国政府亦分别提供研究经费，飞机的前、后机身段、机翼及设备等分别在英国、荷兰、德国生产，五年后经组装的F28飞机成功试飞于阿姆斯特丹史基浦机场。

## 生产历史
最初的原型机编号为：PH-JHG，试飞于1967年5月9日，并于1969年2月24日获得准许证，最早服务于德国LTU公司。Braathens公司订购5架于1969年3月28日交货，飞机采用与其他同时代客机如BAC 1-11、DC-9很接近的形态设计即采用T-型尾翼，双发劳斯莱斯Spey 550引擎。
Fokker F28最多可装载65名乘客。 

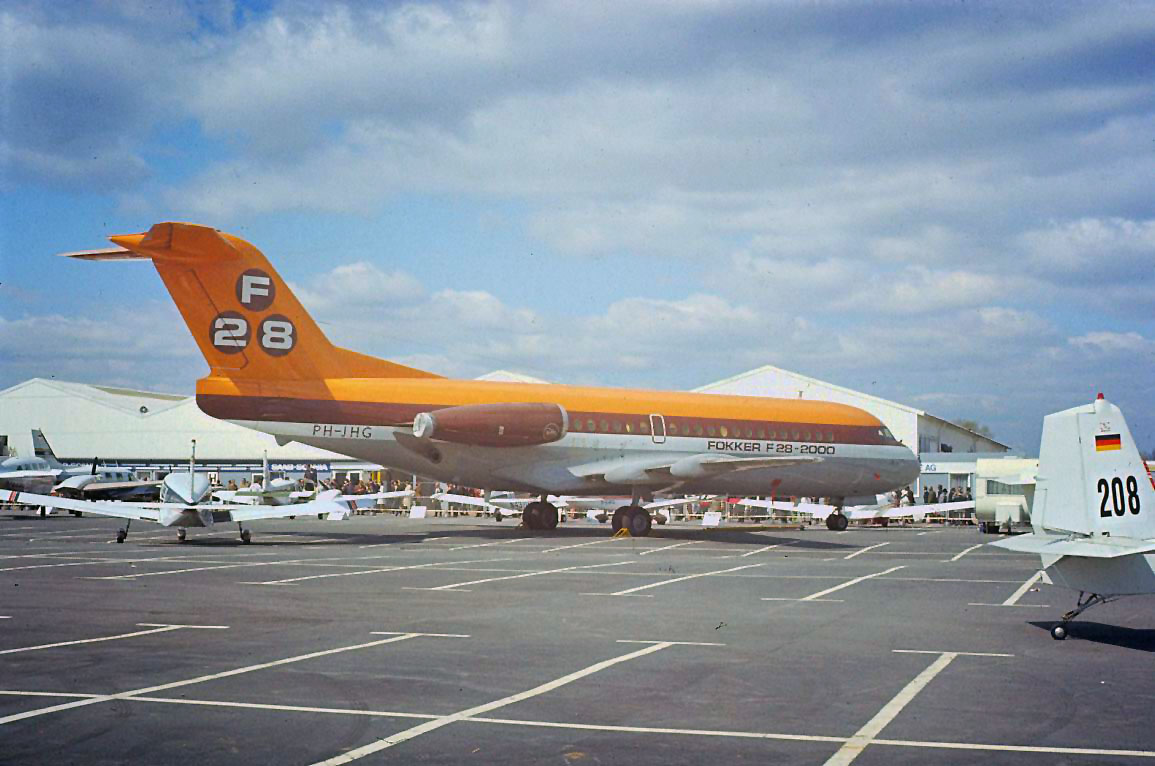
福克F28-2000型

1987年生产完全结束，总共生产了241架，包括以下型号：
- F28-1000，最初生产型
- F28-2000，机身加长了7英尺3英寸，可载乘客79名，于1971年4月28日首飞。
- F28-4000，加长型，于1976年10月20日首飞。
- F28-5000，缩短型
- F28-6000，加长型

## 民用型采用情况
- 阿根廷航空
- 秘鲁航空
- Air Anglia
- 加蓬航空
- 加拿大航空
- 科特迪瓦航空
- 瑙鲁航空
- 新几内亚航空
- 坦桑尼亚航空
- Altair Airlines
- 美國航空
- 安捷航空
- 孟加拉航空
- 缅甸航空
- 加拿大地区航空
- Cimber Air
- 东-西航空
- 帝国航空 (1976-1985)
- 印尼航空
- General Work（EGAMS）
- 加纳航空

| width="50%" valign="top" |
- Horizon Air
- 西班牙航空
- Inter Airlines
- Icaro Air
- Itavia
- 荷蘭皇家航空

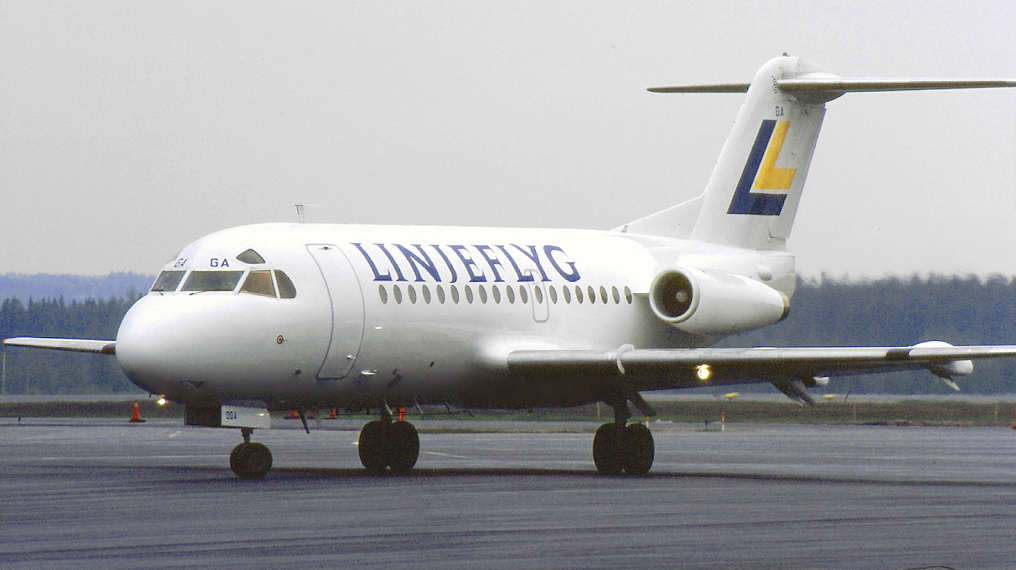
班轮航班F28-1000

- LADE - Lineas Aereas Del Estado
- 线航空
- 荷蘭馬丁航空
- 黑山航空
- 奈及利亞航空
- 山麓航空
- 佩利塔航空
- Pilgrim Airlines
- 皇家約旦航空
- Royal Swazi Air
- 北歐航空
- 土耳其航空
- 厄瓜多尔航空
- TANS
- 全美航空

|}
截至2006年世界上依然有92架各种型号的Fokker-F28飞机在使用中。 

## 军用型采用情况

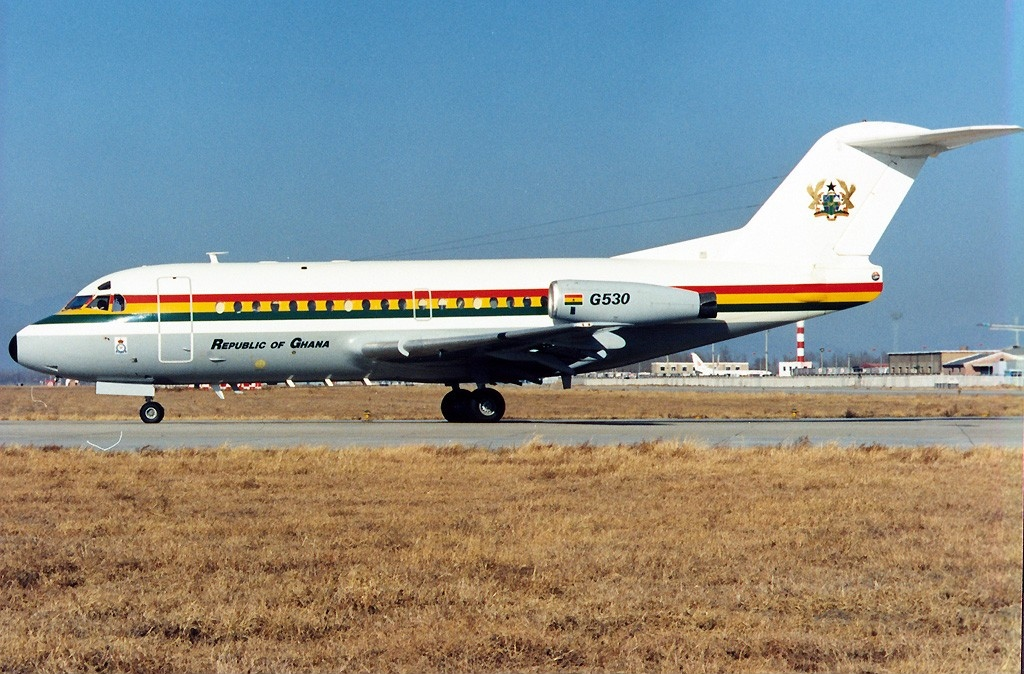
加纳空军的福克F-28-3000（1995年摄于北京首都国际机场）

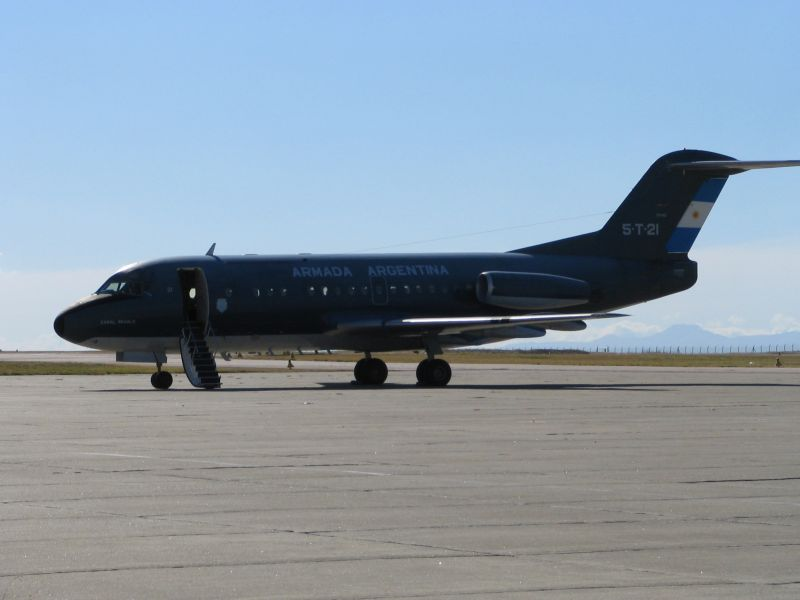
福克F28军用型

- 阿根廷空军
- 空军
- 哥伦比亚空军
- 空军
- 加彭空军
- 空军
- 印度尼西亞空军
- 马来西亚空军
- 荷蘭皇家空军
- 秘魯空军
- 菲律賓空军第250总统飞行卫队
- 坦桑尼亚空军
- 多哥空军

## 主要参数
|              | F28-1000                   | F28-2000                   | F28-3000                                 | F28-4000                                 |
| ------------ | -------------------------- | -------------------------- | ---------------------------------------- | ---------------------------------------- |
| 长度         | 89呎11吋（27.40米）        | 97呎2吋（29.61米）         | 89呎11吋（27.40米）                      | 97呎2吋（29.61米）                       |
| 翼展         | 77呎4吋（23.58米）         | 77呎4吋（23.58米）         | 82呎3吋（25.07米）                       | 82呎3吋（25.07米）                       |
| 双翼面积     | 822.4平方呎（76.40平方米） | 822.4平方呎（76.40平方米） | 850.0平方呎（78.97平方米）               | 850.0平方呎（78.97平方米）               |
| 最大起飞重量 | 65,000磅（29,500公斤）     |                            | 73,000磅（33,100公斤）                   | 73,000磅（33,100公斤）                   |
| 最高巡航速度 | 528里／小時（849公里／小時） |                            | 523／小時（843公里／小時）               | 523／小時（843公里／小時）               |
| 航程         | 2,000公里                  | 1,350公里                  | 1,704里（2,743公里）                       | 1,180里（1,900公里）                       |
| 实用升限     | 35,000呎（10,700米）       | 35,000呎（10,700米）       | 35,000呎（10,700米）                     | 35,000呎（10,700米）                     |
| 引擎         |                            |                            | 两台劳斯莱斯RB183 Spey Mk555涡轮风扇引擎 | 两台劳斯莱斯RB183 Spey Mk555涡轮风扇引擎 |

## 飞行事故
F28安全性能出色，在各国拥有的众多各款机型中，只有以下少量失事坠毁。 
| 事故日期       | 事故地点                                  | 遇难人数 | 备注 |
| 1972年12月23日 | 挪威奥斯陆                                | 40       | 飞机在夜间的浓雾中飞行，因偏离航线以及高度太低从而发生事故。 |
| 1981年10月6日  | 荷兰北布兰班州 （North Brabant） Moerdijk | 17       | 客机在暴风雪极恶劣天气中飞行，遇到旋风涡流失事。 |
| 1989年3月10日  | 加拿大安大略省Dryden                      | 24       | 由于加拿大航空工业当时高速发展，疏忽安全飞行规则而出事故。当日机上65名乘客及4人机组当中，45人幸存，24人不幸遇难。參見看安大略航空1363號班機空難（德萊登空難）。 |
| 1992年3月22日  | 美国纽约拉瓜迪亚机场                      | 27       | 因机翼结冰而导致起飞时失却升力而坠毁，机上51人包括乘客及机组，27人不幸遇难。参见全美航空405号班机空难。                                                         |
| 1997年12月22日 | 孟加拉国西尔赫机场（Sylhet）              | -        | 孟加拉航空第609号航班，在雨中着陆时冲出跑道，在田野中骤停，无人员伤亡。                                                                                         |
| 2003年4月22日  | 孟加拉国首都达卡 齐亚国际机场             | 45       | 请看英文：Aviation-Safety.net调查报告 （页面存档备份，存于）。                                                                                                  |
| 2004年10月8日  | 孟加拉国西尔赫机场（Sylhet）              | -        | 孟加拉航空第601号航班，着陆时冲出跑道，幸无人员伤亡。 请看英文：Aviation-Safety.net调查报告 （页面存档备份，存于）                                              |

另见：AirDisaster.com 失事坠毁F28型飞机总表 （页面存档备份，存于） （页面存档备份，存于）

## 類似型號
- 卡拉維爾客機
- 图-134
- BAC 1-11
- 道格拉斯DC-9
- ARJ21